# Schi acrobatic la Jocurile Olimpice de iarnă din 2022 - movile (masculin)
Proba de schi acrobatic, movile de la Jocurile Olimpice de iarnă din 2022 de la Beijing, China a avut loc pe 3 și 5 februarie 2022 la Genting Snow Park.

## Program
Orele sunt orele Chinei (ora României + 6 ore).
| Dată        | Ora                                             | Rundă                                                           |
| ----------- | ----------------------------------------------- | --------------------------------------------------------------- |
| 3 februarie | 19:45–20:30                                     | Calificări cursa 1                                              |
| 5 februarie | 18:00–18:30 19:30–20:00 20:05–20:30 20:40–20:55 | Calificări cursa 2 Finala cursa 1 Finala cursa 2 Finala cursa 3 |

## Calificări

### Cursa 1
În primul tur de calificare, cei mai buni zece sportivi s-au calificat direct în finală. Ceilalți douăzeci de sportivi au concurat în a doua rundă de calificare.
| Loc | Nr. concurs | Ordine | Nume              | Țară                       | Timp          | Scor          | Scor          | Scor          | Total         | Note |
| Loc | Nr. concurs | Ordine | Nume              | Țară                       | Timp          | Cotituri      | Sărituri      | Timp          | Total         | Note |
| --- | ----------- | ------ | ----------------- | -------------------------- | ------------- | ------------- | ------------- | ------------- | ------------- | ---- |
| 1   | 1           | 24     | Mikaël Kingsbury  | Canada                     | 24,71         | 50,3          | 15,44         | 15,41         | 81,15         | CF   |
| 2   | 3           | 5      | Walter Wallberg   | Suedia                     | 24,16         | 49,6          | 13,38         | 16,14         | 79,12         | CF   |
| 3   | 9           | 6      | Benjamin Cavet    | Franța                     | 23,52         | 48,4          | 13,02         | 16,98         | 78,40         | CF   |
| 4   | 11          | 15     | Jimi Salonen      | Finlanda                   | 24,30         | 45,3          | 15,13         | 15,96         | 76,39         | CF   |
| 5   | 15          | 3      | Cole McDonald     | Statele Unite ale Americii | 25,41         | 47,0          | 14,78         | 14,49         | 76,27         | CF   |
| 6   | 4           | 19     | Kosuke Sugimoto   | Japonia                    | 25,00         | 48,0          | 13,23         | 15,03         | 76,26         | CF   |
| 7   | 6           | 29     | Ludvig Fjällström | Suedia                     | 25,69         | 48,3          | 13,78         | 14,12         | 76,20         | CF   |
| 8   | 7           | 10     | Daichi Hara       | Japonia                    | 25,23         | 47,3          | 14,08         | 14,73         | 76,11         | CF   |
| 9   | 29          | 2      | Olli Penttala     | Finlanda                   | 24,53         | 45,7          | 14,60         | 15,65         | 75,95         | CF   |
| 10  | 16          | 21     | Dylan Walczyk     | Statele Unite ale Americii | 25,03         | 47,8          | 13,07         | 14,99         | 75,86         | CF   |
| 11  | 8           | 9      | Brodie Summers    | Australia                  | 24,46         | 45,7          | 14,22         | 15,74         | 75,66         |      |
| 12  | 28          | 22     | Dmitriy Reiherd   | Kazahstan                  | 25,25         | 46,8          | 13,93         | 14,70         | 75,43         |      |
| 13  | 20          | 25     | Nikita Novitckii  | COR                        | 25,03         | 45,6          | 14,12         | 14,99         | 74,71         |      |
| 14  | 14          | 12     | Cooper Woods      | Australia                  | 26,45         | 45,7          | 15,83         | 13,12         | 74,65         |      |
| 15  | 23          | 8      | Marco Tadé        | Elveția                    | 25,03         | 46,3          | 13,19         | 14,99         | 74,48         |      |
| 16  | 2           | 16     | Ikuma Horishima   | Japonia                    | 25,38         | 46,2          | 13,67         | 14,53         | 74.,40        |      |
| 17  | 5           | 1      | Pavel Kolmakov    | Kazahstan                  | 24,85         | 43,7          | 15,16         | 15,23         | 74,09         |      |
| 18  | 19          | 11     | So Matsuda        | Japonia                    | 25,71         | 45,2          | 14,05         | 14,10         | 73,35         |      |
| 19  | 21          | 14     | Felix Elofsson    | Suedia                     | 25,18         | 44,4          | 14,04         | 14,80         | 73,24         |      |
| 20  | 22          | 4      | James Matheson    | Australia                  | 26,10         | 46,2          | 12,08         | 13,58         | 71,86         |      |
| 21  | 10          | 28     | Nick Page         | Statele Unite ale Americii | 24,36         | 41,2          | 13,63         | 15,88         | 70,71         |      |
| 22  | 13          | 17     | Sacha Theocharis  | Franța                     | 24,96         | 43,0          | 12,41         | 15,09         | 70,50         |      |
| 23  | 27          | 26     | Will Feneley      | Marea Britanie             | 26,69         | 45,1          | 12,33         | 12,80         | 70,23         |      |
| 24  | 17          | 20     | Laurent Dumais    | Canada                     | 24,52         | 41,2          | 12,89         | 15,67         | 69,76         |      |
| 25  | 26          | 30     | Severi Vierelä    | Finlanda                   | 26,92         | 44,1          | 13,06         | 12,50         | 69,66         |      |
| 26  | 18          | 18     | Oskar Elofsson    | Suedia                     | 25,94         | 43,9          | 11,57         | 13,79         | 69,26         |      |
| 27  | 24          | 13     | Nikita Andreev    | COR                        | 24,15         | 40,1          | 11,14         | 16,15         | 67,39         |      |
| 28  | 30          | 7      | Zhao Yang         | China                      | 28,09         | 41,6          | 8,91          | 10,96         | 61,47         |      |
| 29  | 12          | 23     | Bradley Wilson    | Statele Unite ale Americii | Nu a terminat | Nu a terminat | Nu a terminat | Nu a terminat | Nu a terminat |      |
| 29  | 25          | 27     | Matt Graham       | Australia                  | Nu a terminat | Nu a terminat | Nu a terminat | Nu a terminat | Nu a terminat |      |

### Cursa 2
În a doua rundă de calificare, cei mai buni zece sportivi se califică în finală pe baza celui mai bun punctaj din prima sau a doua rundă de calificare. Ultimii zece sportivi sunt eliminați.
| Loc | Nr. concurs | Ordine | Nume                   | Țară                       | Cursa 1 | Timp  | Scor     | Scor     | Scor  | Total | Cel mai bun rezultat | Note |
| Loc | Nr. concurs | Ordine | Nume                   | Țară                       | Cursa 1 | Timp  | Cotituri | Sărituri | Timp  | Total | Cel mai bun rezultat | Note |
| --- | ----------- | ------ | ---------------------- | -------------------------- | ------- | ----- | -------- | -------- | ----- | ----- | -------------------- | ---- |
| 1   | 21          | 9      | Felix Elofsson         | Suedia                     | 73,24   | 25,24 | 46,8     | 17,35    | 14,72 | 78,87 | 78,87                | CF   |
| 2   | 8           | 5      | Brodie Summers         | Australia                  | 75.66   | 24,71 | 47,9     | 14,62    | 15,41 | 77,93 | 77,93                | CF   |
| 3   | 10          | 19     | Nick Page              | Statele Unite ale Americii | 70,71   | 25,30 | 45,7     | 17,02    | 14,64 | 77,36 | 77,36                | CF   |
| 4   | 14          | 7      | Cooper Woods-Topalovic | Australia                  | 74,65   | 24,01 | 46,4     | 14,00    | 16,34 | 76,74 | 76,74                | CF   |
| 5   | 2           | 10     | Ikuma Horishima        | Japonia                    | 74.40   | 25,75 | 47,6     | 14,04    | 14,55 | 76,19 | 76,19                | CF   |
| 6   | 20          | 16     | Nikita Novitckii       | COR                        | 74,71   | 25,57 | 46,5     | 14,87    | 14,28 | 75,65 | 75,65                | CF   |
| 7   | 28          | 14     | Dmitriy Reiherd        | Kazahstan                  | 75,43   | 25,24 | 45,7     | 14,48    | 14,72 | 74,90 | 75,43                | CF   |
| 8   | 13          | 11     | Sacha Theocharis       | Franța                     | 70,50   | 25,56 | 47,5     | 13,62    | 14,29 | 75,41 | 75,41                | CF   |
| 9   | 24          | 8      | Nikita Andreev         | COR                        | 67,39   | 24,49 | 44,4     | 14,52    | 15,70 | 74,62 | 74,62                | CF   |
| 10  | 23          | 4      | Marco Tadé             | Elveția                    | 74,48   | 25,23 | 44,1     | 11,62    | 14,73 | 70,45 | 74,48                | CF   |
| 11  | 5           | 1      | Pavel Kolmakov         | Kazahstan                  | 74,09   | 25,18 | 42,1     | 12,64    | 14,80 | 69,54 | 74,09                |      |
| 12  | 18          | 12     | Oskar Elofsson         | Suedia                     | 69,26   | 24,85 | 45,1     | 13,19    | 15,23 | 73,52 | 73,52                |      |
| 13  | 19          | 6      | So Matsuda             | Japonia                    | 73,35   | 26,11 | 43,6     | 11,87    | 13,57 | 69,04 | 73,35                |      |
| 14  | 22          | 2      | James Matheson         | Australia                  | 71,86   | 25,76 | 45,2     | 13,97    | 14,03 | 73,20 | 73,20                |      |
| 15  | 12          | 15     | Bradley Wilson         | Statele Unite ale Americii | NT      | 25,29 | 45,5     | 12,79    | 14,65 | 72,94 | 72,94                |      |
| 16  | 17          | 13     | Laurent Dumais         | Canada                     | 69,76   | 25,32 | 43,4     | 13,38    | 14,61 | 71,39 | 71,39                |      |
| 17  | 27          | 17     | Will Feneley           | Marea Britanie             | 70,23   | 26,45 | 42,4     | 12,02    | 13,12 | 67,54 | 70,23                |      |
| 18  | 26          | 20     | Severi Vierelä         | Finlanda                   | 69,66   | 25,58 | 42,5     | 12,39    | 14,27 | 69,16 | 69,66                |      |
| 19  | 25          | 18     | Matt Graham            | Australia                  | NT      | 23,97 | 37,8     | 10,94    | 16,39 | 65,13 | 65,13                |      |
| 20  | 30          | 3      | Zhao Yang              | China                      | 61,47   | 26,42 | 42,2     | 9,59     | 13,16 | 64,95 | 64,95                |      |

## Finala

### Finala cursa 1
| Loc | Nr. concurs | Ordine | Nume                   | Țară                       | Timp  | Scor     | Scor     | Scor  | Total | Note |
| Loc | Nr. concurs | Ordine | Nume                   | Țară                       | Timp  | Cotituri | Sărituri | Timp  | Total | Note |
| --- | ----------- | ------ | ---------------------- | -------------------------- | ----- | -------- | -------- | ----- | ----- | ---- |
| 1   | 1           | 20     | Mikaël Kingsbury       | Canada                     | 25,30 | 49,7     | 17,44    | 14,64 | 81,78 | C    |
| 2   | 4           | 15     | Kosuke Sugimoto        | Japonia                    | 24,41 | 47,7     | 15,50    | 15,81 | 79,01 | C    |
| 3   | 7           | 13     | Daichi Hara            | Japonia                    | 24,27 | 47,6     | 14,99    | 16,00 | 78,59 | C    |
| 4   | 3           | 19     | Walter Wallberg        | Suedia                     | 23,63 | 47,0     | 14,21    | 16,84 | 78,05 | C    |
| 5   | 2           | 6      | Ikuma Horishima        | Japonia                    | 25,20 | 48,1     | 15,04    | 14,77 | 77,91 | C    |
| 6   | 9           | 18     | Benjamin Cavet         | Franța                     | 24,26 | 47,9     | 13,89    | 16,01 | 77,80 | C    |
| 7   | 14          | 7      | Cooper Woods-Topalovic | Australia                  | 24,19 | 46,7     | 14,78    | 16,10 | 77,58 | C    |
| 8   | 24          | 2      | Nikita Andreev         | COR                        | 24,18 | 46,5     | 14,34    | 16,11 | 76,95 | C    |
| 9   | 28          | 4      | Dmitriy Reiherd        | Kazahstan                  | 24,78 | 46,0     | 15,58    | 15,32 | 76,90 | C    |
| 10  | 10          | 8      | Nick Page              | Statele Unite ale Americii | 25,98 | 46,3     | 16,76    | 13,74 | 76,80 | C    |
| 11  | 13          | 3      | Sacha Theocharis       | Franța                     | 24,65 | 46,7     | 14,40    | 15,49 | 76,59 | C    |
| 12  | 8           | 9      | Brodie Summers         | Australia                  | 24.40 | 45,8     | 14,53    | 15,82 | 76,15 | C    |
| 13  | 20          | 5      | Nikita Novitckii       | COR                        | 25,00 | 46,7     | 14,15    | 15,03 | 75,88 |      |
| 14  | 15          | 16     | Cole McDonald          | Statele Unite ale Americii | 25,29 | 45,6     | 15,53    | 14,65 | 75,78 |      |
| 15  | 6           | 14     | Ludvig Fjällström      | Suedia                     | 24,85 | 46,0     | 14,14    | 15,23 | 75,37 |      |
| 16  | 16          | 11     | Dylan Walczyk          | Statele Unite ale Americii | 25.13 | 45,0     | 15,27    | 14,86 | 75,13 |      |
| 17  | 21          | 10     | Felix Elofsson         | Suedia                     | 25,36 | 45,4     | 15,01    | 14,56 | 74,97 |      |
| 18  | 23          | 1      | Marco Tadé             | Elveția                    | 24,48 | 45,5     | 13,49    | 15,72 | 74,71 |      |
| 19  | 29          | 12     | Olli Penttala          | Finlanda                   | 24,39 | 45,0     | 13,84    | 15,84 | 74,68 |      |
| 20  | 11          | 17     | Jimi Salonen           | Finlanda                   | NT    | NT       | NT       | NT    | NT    |      |

### Finala cursa 2
| Loc | Nr. concurs | Ordine | Nume                   | Țară                       | Timp  | Scor     | Scor     | Scor  | Total | Note |
| Loc | Nr. concurs | Ordine | Nume                   | Țară                       | Timp  | Cotituri | Sărituri | Timp  | Total | Note |
| --- | ----------- | ------ | ---------------------- | -------------------------- | ----- | -------- | -------- | ----- | ----- | ---- |
| 1   | 3           | 9      | Walter Wallberg        | Suedia                     | 24,10 | 47,8     | 16,31    | 16,22 | 80,33 | C    |
| 2   | 1           | 12     | Mikaël Kingsbury       | Canada                     | 25,50 | 48,5     | 16,72    | 14,37 | 79,59 | C    |
| 3   | 2           | 8      | Ikuma Horishima        | Japonia                    | 25,47 | 48,6     | 16,57    | 14,41 | 79,58 | C    |
| 4   | 9           | 7      | Benjamin Cavet         | Franța                     | 24.48 | 47,0     | 16,10    | 15,72 | 78,82 | C    |
| 5   | 14          | 6      | Cooper Woods-Topalovic | Australia                  | 25,02 | 47,3     | 14,91    | 15,01 | 77,22 | C    |
| 6   | 10          | 3      | Nick Page              | Statele Unite ale Americii | 25,63 | 45,5     | 17,22    | 14,20 | 76,92 | C    |
| 7   | 7           | 10     | Daichi Hara            | Japonia                    | 24,40 | 46,8     | 14,20    | 15,82 | 76,82 |      |
| 8   | 28          | 4      | Dmitriy Reiherd        | Kazahstan                  | 25,32 | 46,1     | 16,06    | 14,61 | 76,77 |      |
| 9   | 4           | 11     | Kosuke Sugimoto        | Japonia                    | 25,13 | 46,6     | 14,27    | 14,86 | 75,73 |      |
| 10  | 8           | 1      | Brodie Summers         | Australia                  | 24,47 | 44,6     | 14,67    | 15,73 | 75,00 |      |
| 11  | 13          | 2      | Sacha Theocharis       | Franța                     | 24,70 | 43,4     | 14,57    | 15,43 | 73,40 |      |
| 12  | 24          | 5      | Nikita Andreev         | COR                        | NS    | NS       | NS       | NS    | NS    |      |

### Finala cursa 3
| Loc | Nr. concurs | Ordine | Nume                   | Țară                       | Timp  | Scor     | Scor     | Scor  | Total | Note |
| Loc | Nr. concurs | Ordine | Nume                   | Țară                       | Timp  | Cotituri | Sărituri | Timp  | Total | Note |
| --- | ----------- | ------ | ---------------------- | -------------------------- | ----- | -------- | -------- | ----- | ----- | ---- |
| 1   | 3           | 6      | Walter Wallberg        | Suedia                     | 23,70 | 48,8     | 17,68    | 16,75 | 83,23 |      |
| 2   | 1           | 5      | Mikaël Kingsbury       | Canada                     | 25,02 | 49,6     | 17,57    | 15,01 | 82,18 |      |
| 3   | 2           | 4      | Ikuma Horishima        | Japonia                    | 23,86 | 47,4     | 17,54    | 16,54 | 81,48 |      |
| 4   | 9           | 3      | Benjamin Cavet         | Franța                     | 24,60 | 47,4     | 16,48    | 15,56 | 79,44 |      |
| 5   | 10          | 1      | Nick Page              | Statele Unite ale Americii | 25,68 | 47,6     | 17,16    | 14,14 | 78,90 |      |
| 6   | 14          | 2      | Cooper Woods-Topalovic | Australia                  | 25,01 | 47,6     | 16,26    | 15,02 | 78,88 |      |